# ال بوسبرگ
اَل بوسبرگ (انگلیسی: Al Boasberg؛ ‏ ۵ دسامبر ۱۸۹۱ – ۱۸ ژوئن ۱۹۳۷) فیلم‌نامه‌نویس و کارگردان فیلم اهل ایالات متحده آمریکا بود.
از فیلم‌هایی که وی در آن‌ها نقش داشته است، می‌توان به سربازان پیاده، یک روز در مسابقه، شبی در اپرا،  شب بانوان در حمام، مشکل دشوار، عجیب‌الخلقه‌ها، اسپیدی و ژنرال اشاره نمود.